# Isabelle Coutant-Peyre
Isabelle Coutant-Peyre (París, 5 de julio de 1953-12 de abril de 2024) fue una abogada francesa, prometida con Ilich Ramírez Sánchez, el terrorista internacional conocido como Carlos —su nombre de guerra— o Carlos el Chacal.

## Biografía
Representó a Zacarias Moussaoui durante su prisión mientras esperaba juicio por su supuesta parte en los Atentados del 11 de septiembre de 2001.
Estuvo casada con un funcionario, y tiene tres hijos, Florent, Gabriel, y Aurelien.
Se convirtió en abogada y trabajó con Jacques Vergès, defensor de Klaus Barbie y Slobodan Milošević. Se mantiene mientras defiende a «luchadores revolucionarios» con beneficios de sus actividades como abogada de negocios. 
En sus casos políticos usa técnicas de ruptura, tratando los juicios como linchamientos. Fue detenida brevemente por comparar a la policía francesa con la Gestapo.
Estuvo en una controversia cuando defendió a independentistas bretones acusados de destruir un McDonald's y matar una persona.
Su prometido está cumpliendo pena en la prisión francesa de Clairvaux, donde es parte de la población interna. Sus intentos de casarse han sido frustrados por motivos legales. Las visitas conyugales en Francia solo se pueden hacer después de un matrimonio civil; se llevó a cabo una ceremonia musulmana en 2001 —cuando Carlos estaba casado con su segunda mujer e Isabelle con su primer marido—, pero no tenía validez legal
Ha escrito un libro Epouser Carlos: Un Amour sous Haute Tension [Casarse con Carlos: Un amor de alta presión].